# Metoligotoma convergens
Metoligotoma convergens är en insektsart som beskrevs av Davis 1938. Metoligotoma convergens ingår i släktet Metoligotoma och familjen Australembiidae. Inga underarter finns listade i Catalogue of Life.